# Парада, Пит
Пит Пара́да (англ. Pete Parada) — американский панк-рок музыкант. Известен как барабанщик калифорнийских панк-групп Face to Face и The Offspring, а также инди-рок/эмо-группы Saves the Day. Парада также связан с метал-группой Engine и панк-группой Alkaline Trio, где некоторое время был барабанщиком.

## Карьера музыканта

#### Face to Face
Face to Face — калифорнийская панк-группа, были активны до 2003 года, а в следующем году они отправились в прощальный тур. Парада официально присоединился к группе в 1998 году после прослушивания 25 разных барабанщиков, чтобы заменить Роба Курта.